# آنا مورا
آنا مورا (بالبرتغالية: Ana Moura‏) هي مغنية برتغالية، ولدت في 17 سبتمبر 1979 في شنترين في البرتغال.

## وصلات خارجية
- الموقع الرسمي
- آنا مورا على موقع ميوزك برينز (الإنجليزية)
- آنا مورا على موقع أول ميوزيك (الإنجليزية)
- آنا مورا على موقع ديسكوغز (الإنجليزية)